# Rinnsnuva
Rinnsnuva eller rinorré är en snuvliknande åkomma där snoret är tämligen lättrinnande.
Rinnsnuva som uppkommer i samband med allergiska besvär består till största del av vatten, därav kan läpparna kännas torra efter ett tag.
Tillståndet uppstår då vävnaden inuti näsan blir svullen, och denna svullnad orsakas av en inflammation i blodkärlen. Rinnsnuva kan liksom nästäppa orsakas av influensa, förkylning, bihåleinflammation eller allergi.